# 문창고등학교
문창고등학교(聞昌高等學校)는 대한민국 경상북도 문경시 흥덕동에 있는 사립 고등학교이다.

## 학교 연혁
- 1955년 3월 17일 : 재단법인 문경여자학원 설립인가, 초대 이사장 이규영 선생 취임
- 1956년 3월 22일 : 제2대 이사장 이동녕 선생 취임
- 1964년 2월 2일 : 재단법인 '문경여자학원' 을 학교법인 '문경여자학원' 으로 조직변경 인가
- 1970년 11월 12일 : 학교법인 '문경여자학원' 을 '문경학원' 으로 법인명칭 변경 인가
- 1970년 12월 26일 : 문창종합고등학교 설립인가(보통과 9, 상업과 3 계 12학급)
- 1971년 3월 1일 : 개교, 초대 교장 이병재 선생 취임
- 1971년 3월 5일 : 제1회 입학식(보통과 3, 상업과 1 계 4학급, 문경여고에서)
- 1973년 9월 18일 : 인문계고등학교 문창고등학교로 개편 인가(상업과 폐지)
- 1974년 1월 11일 : 1973학년도 제1회 졸업식(졸업생 216명)
- 1974년 9월 23일 : 신축교사로 이전
- 1974년 10월 5일 : 현(現)교사 본관 준공식
- 1974년 11월 16일 : 학급증설 인가(24학급)
- 1989년 10월 16일 : 수덕관(修德館 기숙사,도서실,급식실) 준공
- 1995년 10월 13일 : 설립자 서봉(瑞峰) 이동녕 선생 동상 제막
- 1997년 11월 1일 : 제6대 이사장 이병무 선생 취임
- 2005년 10월 13일 : 서봉관(瑞峰館 체육관) 신축 준공식
- 2006년 5월 29일 : 돈달관-3학년 교실동 준공
- 2009년 8월 11일 : 2009 교육과학기술부 공모 교과교실제(C형)학교 선정
- 2010년 3월 1일 : 교육과학기술부 지정 자율학교 운영
- 2011년 4월 17일 : 교육과학기술부 공모 창의경영학교(사교육절감형) 지정
- 2011년 9월 7일 : 기숙형고교 신축 기숙사 수덕관(修德館) 개관
- 2021년 10월 15일 : 제50주년 개교기념식 및 기념석 제막식
- 2023년 1월 31일 : 2022학년도 제50회 졸업식(111명, 졸업생 누계 15,631명)
- 2024년 3월 1일 : 제14대 교장 안의주 선생 취임
- 2025년 1월 24일 : 2024학년도 제52회 졸업식(101명, 졸업생 누계 15,852명)

## 참고 자료
- 문창고등학교 - 한국교육학술정보원 학교알리미